# 明攻取河北之战
明攻河北之战，明太祖洪武元年（1368年）五月至八月，徐达北伐明朝灭元朝之战中进行的第三次作战。
明军攻占山东、河南、潼关以后，元朝大都（今北京）处于明军的弧形包围中。洪武元年（1368年）五月二十一日，明太祖朱元璋亲抵汴梁（今河南开封），和诸将商讨攻取大都。最后采纳征虏大将军徐达直捣元都的主张，将亲自绘制的《征进阵图》交给徐达。六月初，徐达命令河南各军向河阴（今河南省武陟县西南）集结，各卫粮船从济宁起航，保证后勤供应。七月二十九日，朱元璋又命徐达，派都督同知张兴祖、平章韩政、都督副使孙兴祖、指挥高显等率益都、徐州、济宁的军马在东昌府集合，等待与河南诸军一同北进。闰七月初二日，明军在汴梁（今河南开封）出师，势如破竹，攻克卫辉（今河南汲县）、彰德（今河南安阳）、磁州（今河北磁县）、邯郸、广平府。闰七月十一日抵达临清，集结东昌府的军马来会，参政傅友德开通陆路，都督副使顾时开通河道，在闰七月十五日水陆并进。抵达德州，会同征虏副将军常遇春、张兴祖、高显、毛骧、程华等率军北进。闰七月二十日，攻下长芦（今河北沧州）、青州（今河北青县及天津静海等地），闰七月二十三日，抵达直沽（今天津市），闰七月二十五日，明军在河西务（今天津市武清区东北）打败元军。闰七月二十八日，攻下通州（今北京通州区）。
元顺帝见大势已去，当天晚上和太子、后妃出建德门，由居庸关逃往上都开平（今内蒙古多伦县西北）。八月初二日，徐达攻取元大都，至齐化门，命令将士填壕登城。徐达本人登上齐化门楼，杀死元朝监国宗室淮王帖木儿不花和右丞相张康伯等人，俘虏诸王子六人，封存府库图宝物、元宫殿门，派人守卫。命令士卒不得抢掠，百姓各安其业。同时派人巡逻古北口等关口，命指挥华云龙经营大都，新筑城垣。攻取大都之战的胜利，从根本上推翻了元朝的统治。